# شهرستان وین (اوهایو)
شهرستان وین، اوهایو (به انگلیسی: Wayne County, Ohio) یک سکونتگاه مسکونی در ایالات متحده آمریکا است که در اوهایو واقع شده‌است.